# Kuusjärvi (sjö i Norra Karelen)
Kuusjärvi är en sjö i Finland. Den ligger i kommunen Joensuu i landskapet Norra Karelen, i den sydöstra delen av landet, 400 km nordost om huvudstaden Helsingfors. Kuusjärvi ligger 118,1 meter över havet. Den är 18,5 meter djup. Arean är 2,68 kvadratkilometer och strandlinjen är 16,63 kilometer lång. Sjön  ingår i Jänisjokis huvudavrinningsområde.   I omgivningarna runt Kuusjärvi växer i huvudsak barrskog.
I övrigt finns följande i Kuusjärvi:
- Reposaari (en ö)